# Bons-en-Chablais
Bons-en-Chablais là một xã trong tỉnh Haute-Savoie thuộc vùng Auvergne-Rhône-Alpes đông nam Pháp.